# Christian Wilhelm Ludwig Abel
Christian Wilhelm Ludwig Abel (* 20. Oktober 1826 in Quedlinburg; † 8. Mai 1892 in Stettin) war ein deutscher Militärarzt. 

## Leben
Abel studierte von 1844 bis 1848 am Medizinisch-chirurgischen Friedrich-Wilhelm-Instituts an der Friedrich-Wilhelms-Universität Berlin. Er diente als Assistenzarzt zunächst in Halberstadt und dann in Quedlinburg. Dann ging er als Oberarzt des Friedrich Wilhelm-Instituts nach Berlin zurück. Zugleich Assistent von Heinrich Gottfried Grimm, dem Leibarzt von Friedrich Wilhelm IV., kam er dem König nahe. 1856 wurde er Stabsarzt des Invalidenhauses Berlin und Lehrer an der Militär-Turnanstalt in Berlin. 1860 wurde er Oberstabsarzt in Frankfurt (Oder).
Abel nahm als Militärarzt an allen drei Einigungskriegen teil: Im Deutsch-Dänischen Krieg 1864 war er Chefarzt eines leichten Feldlazaretts, im Deutschen Krieg 1866 Feldlazarettdirektor und im Deutsch-Französischen Krieg 1870/71 Feldgeneralarzt eines Armee-Korps. Nach der Deutschen Reichsgründung wurde er 1874 zunächst Generalarzt des XV. in Straßburg, dann Generalarzt des II. Armee-Korps in Stettin, wo er am 8. Mai 1892 an einer Lungenentzündung starb.
1860 gründete er gemeinsam mit Gottfried Friedrich Franz Loeffler die Preussische militärärztliche Zeitung, die nur drei Jahrgänge erreichte.